# Timmel
Timmel is een dorp in de Duitse deelstaat Nedersaksen. Bestuurlijk maakt de plaats deel uit van de gemeente Großefehn, gelegen in de Landkreis Aurich in Oost-Friesland. Het dorp heeft de status van Luftkurort.
Timmel ligt ten zuiden van Westgroßefehn op een zandkop in het veengebied van Oost-Friesland. Het dorp wordt al rond 900 genoemd in akten van het klooster Werden. Rond 1200 wordt in de buurt van Timmel een voorwerk gesticht door het klooster Klaarkamp. Het voorwerk valt later onder de Abdij van Ihlow een dochterklooster van Aduard, dat zelf een dochterklooster van Klaarkamp was.
De huidige dorpskerk, de Petrus- en Pauluskerk, stamt uit het jaar 1736. Eerder had het dorp een houten kerk uit de twaalfde eeuw en een stenen voorganger uit de dertiende eeuw. Deze kerk was zwaar beschadigd geraakt, toen het dorp door de Kerstvloed van 1717 vrijwel was weggevaagd, en de landerijen eromheen jarenlang door verzilting onbruikbaar waren geweest. In de Napoleontische tijd kwamen de mannen van het dorp, met name de schippers, in het jaar 1811 in opstand tegen de conscriptie, de gedwongen dienstplicht in de legers van het Frankrijk van Napoleon Bonaparte. Deze beval persoonlijk een hard ingrijpen: één der schippers kreeg de doodstraf, circa 300 anderen werden geketend naar Franse havensteden gedeporteerd. Of zij Oost-Friesland ooit weergezien hebben, is onbekend.
Van 1846-1918 was te Timmel een zeevaartschool gevestigd. Voordien waren op de vele veenkanalen en andere binnenwateren nogal wat aanvaringen gebeurd, te wijten aan gebrekkige nautische kennis van de schippers uit de streek. Bekend is, dat het dorp in de 18e en 19e eeuw enige kapiteins telde, die op grote, zeegaande schepen hebben gevaren.
In het dorp is enig toerisme ontstaan. In de eerste plaats is er, direct ten zuidwesten van het dorp, de 25 hectare grote recreatieplas Timmeler Meer met strandfaciliteiten en een camping. Verder ligt het dorp aan enige langeafstand-fiets- en -wandelroutes. En paardrijliefhebbers vinden aan de oostrand van het dorp een groot ruitersportcentrum, dat ook geschikt is voor grote evenementen op het gebied der paardensport. Toeristen, ook beginners en kinderen, kunnen er paardrijlessen nemen. In het dorp staan verspreid nog enige historische gebouwen, waaronder de voormalige zeevaartschool (1862) en enige Gulfhäuser, boerderijen van het Oldambtster type. Hierlangs is een korte, toeristische route uitgezet.